# Нордмалинг
Нордмалинг (на шведски: Nordmaling) е град в североизточната част на централна Швеция, лен Вестерботен. Главен административен център на едноименната община Нордмалинг. Разположен е на брега на Ботническия залив. Намира се на около 480 km на североизток от централната част на столицата Стокхолм и на около 60 km на югозапад от главния град на лена Умео. Има малко пристанище. Населението на града е 2546 жители според данни от преброяването през 2010 г.